# Bromid molybdenatý
Bromid molybdenatý je anorganická sloučenina se vzorcem MoBr2, vytvářející žlutočervené krystaly.

## Příprava
Bromid molybdenatý lze připravit reakcí chloridu molybdenatého s bromidem lithným:
[Mo6Cl8]Cl4 + 12 LiBr → [Mo6Br8]Br4 + 12 LiCl
Lze jej také připravit reakcí molybdenu se směsí bromu a dusíku při teplotě 680 °C nebo disproporcionací bromidu molybdenitého ve vakuu při 600 °C.

## Vlastnosti
Fluorid molybdenatý je diamagnetická, hygroskopická, žlutočervená krystalická látka, která je nerozpustná ve vodě a kyselinách.